# Marcantonio Amulio

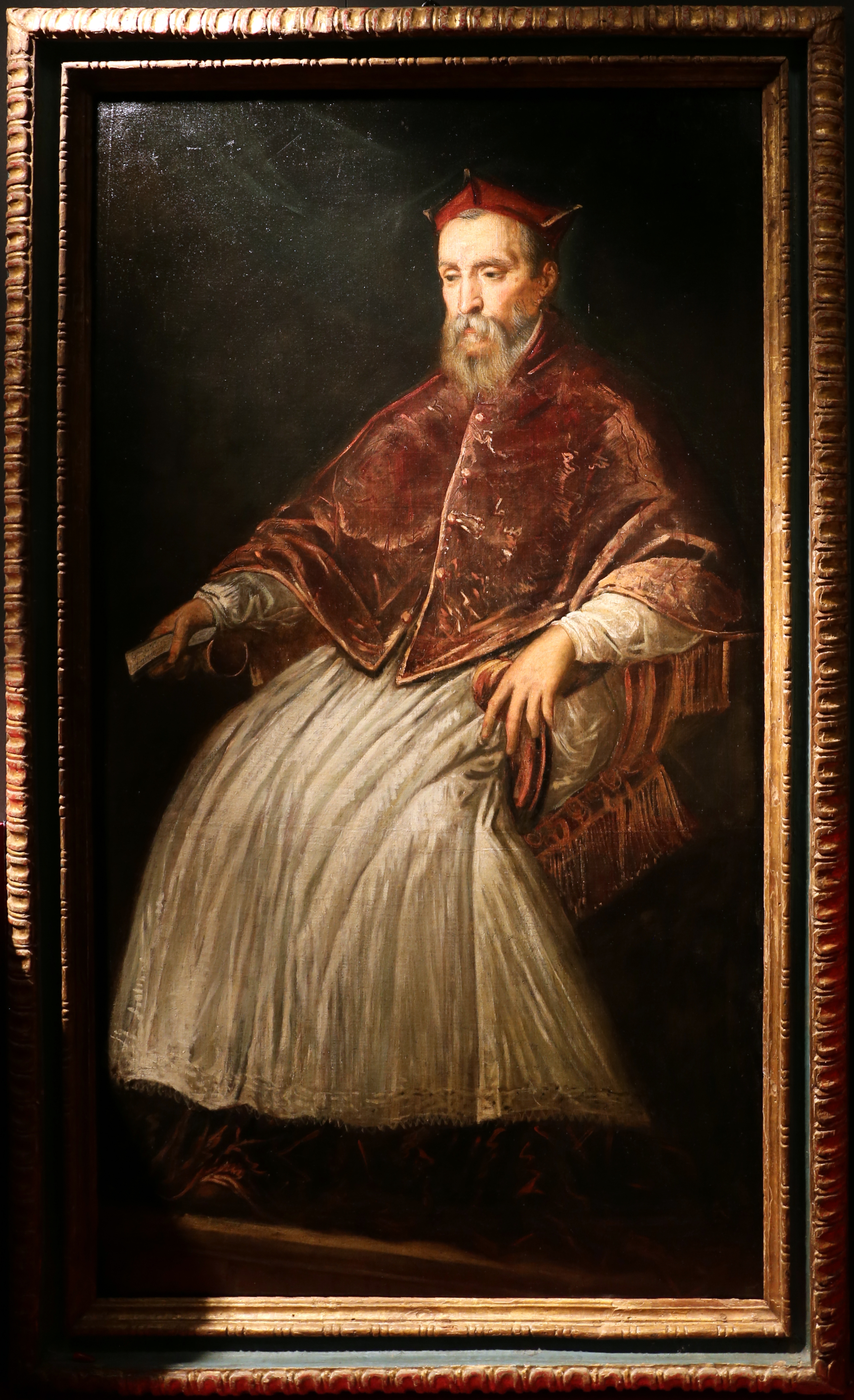
Kardinal Marcantonio Amulio (Gemälde von Jacopo Tintoretto, 1563/63)

Marcantonio Amulio, auch Marco Antonio Amulio oder Marco Antonio Da Mula (* 1506 in Venedig; † 17. März 1572 in Rom), war ein Kardinal der Römischen Kirche.

## Leben
Amulio stammte aus einer venezianischen Patrizierfamilie, er studierte in Venedig und Padua Rechtswissenschaften. Danach war er Botschafter der Republik Venedig bei König Karl V. und später Philipp II. von Spanien, schließlich auch Botschafter am Heiligen Stuhl. Der Papst wollte ihn zum Bischof von Verona ernennen, doch die Republik Venedig widersprach dem und rief Amulio zurück nach Venedig. Erst auf nachdrücklichen Protest des Papstes hin wurde er wieder mit dem Botschafterposten betraut.
Papst Pius IV., sein Onkel, kreierte Marcantonio Amulio im Konsistorium vom 26. Februar 1561 zum Kardinaldiakon, den roten Hut und die Titeldiakonie San Marcello empfing er am 10. März 1561. Bereits am 17. März desselben Jahres wurde er zum Kardinalpriester erhoben.
Am 23. November 1562 wurde Marcantonio Amulio zum Bischof von Rieti ernannt. Er nahm von 1562 bis 1563 als Legat am Konzil von Trient teil und führte dessen Reformen sogleich in seiner eigenen Diözese aus. Von 1565 bis 1572 war er Bibliothekar der Römischen Kirche. Dem Konklave 1565–1566, bei dem Papst Pius V. gewählt wurde, blieb er fern. Zusammen mit den Kardinälen Giovanni Girolamo Morone und Alessandro Farnese dem Jüngeren wurde Marcantonio Amulio beauftragt, alle nötigen Vorbereitungen zu treffen, um die Türken zurückzuschlagen. Weiterhin wurde er zusammen mit Kardinal Michele Ghislieri bevollmächtigt, das Glaubensbekenntnis des Patriarchen der Assyrischen Kirche des Ostens (Chaldäer) Abdisho IV. Maron entgegenzunehmen, als dieser Rom besuchte, um völlige Gemeinschaft mit dem Papst zu suchen; dies war ein wesentlicher Schritt zur Entstehung der Chaldäisch-katholischen Kirche.
Marcantonio Amulio starb im März 1572 in Rom. Sein Leichnam wurde in seine Heimatstadt Venedig überführt und dort in der Sakristei der Franziskanerobservantenkirche San Giobbe beigesetzt.

## Wirken
Marcantonio Amulio war ein herausragender Redner und literarisch gebildet, er pflegte Freundschaften zu Pietro Bembo, Bernardo Tasso, Pietro Aretino, l’Aretino und Gian Giorgio Trissino. In Prato della Valle, Padua, begründete er das Collegio Amulio sowie die Compagnia del gran nome di Dio als Hilfsorganisation für Waisen und Kinder der armen Bevölkerungsschichten.